# Port lotniczy Gamboma
Port lotniczy Gamboma – port lotniczy położony w Gambomie, w Republice Konga.